# Mosquée El-Mohssinine de Bourg-en-Bresse
La mosquée El-Mouhsinine (traduction : Les Bienfaiteurs) est une mosquée située à Bourg-en-Bresse, dans l'Ain. Elle est plus connue dans la ville sous le nom de Mosquée de la Croix-Blanche, nom de la rue où elle se trouve.

## Histoire
L'association centre culturel islamique de Bourg-en-Bresse, qui anime et gère cette mosquée, est créée en 1979. À cette époque, il n'y a qu'une salle de prière pour accueillir un certain nombre de musulmans venus du Maghreb, de Turquie et d'Afrique noire. 
En 2001 est lancé le projet de création d’une bâtiment comprenant une mosquée et un centre culturel sur deux niveaux. La capacité d’accueil de cet espace est pensé pour accueillir 980 personnes sur 1 200 m2. La mosquée est terminée et inaugurée en 2005 dans le quartier de la Croix-Blanche. 
En 2009 est inauguré un carré musulman dans le cimetière municipal de Bourg-en-Bresse. C'est le troisième du département. 

## Description
L'association Centre culturel islamique de Bourg-en-Bresse gère la mosquée, comme lieu de culte (prière, recueillement,...) , administre une école d'apprentissage de la langue arabe (à partir de 6 ans), ouvert à tous : musulmans et non-musulmans. Elles gèrent aussi des aumôneries (hôpitaux et prison), et accompagne les nouveaux convertis.
Cette mosquée met régulièrement en place des actions d'ouverture pour favoriser la cohésion sociale : portes ouvertes, participation aux journée européennes du patrimoines, dialogue inter-religieux, visite de la Mosquée ouverte pour tous, etc.. 